# Cal Fité
Cal Fité és una casa a la ciutat de Tàrrega (Urgell) protegida com a bé cultural d'interès local. És una casa aïllada que fa xamfrà amb els carrers Governador Padules i Sant Eloi de Tàrrega. És de planta quadrangular i està feta amb maons que aporten un arrebossat total. Aquest mur es troba en unes condicions deplorables, sobretot a la part baixa de l'habitatge. S'observa un desgast destacable a més a més d'esquerdes i pintades en una de les seves façanes. Està estructurada en planta baixa, planta noble i unes petites golfes a la part superior.
A la façana principal de la planta baixa hi ha tres obertures, dues en forma de porta i una tercera en forma de finestra. A l'extrem esquerre hi ha la portalada d'accés a l'habitatge, al centre una porta per on s'accedeix al magatzem i al seu costat una finestra tancada amb barrots de forja. Les tres adopten una forma d'arc rebaixat que les emmarca amb pedra. A la part baixa hi ha un petit sòcol que fa de separació entre una obertura i una altra.
A la primera planta hi ha tres grans finestrals que desemboquen a una magnífica balconada amb una barana de forja molt treballada. Aquestes finestres, també d'arc rebaixat, s'obren a l'exterior amb persianes de fusta. A la façana lateral dreta hi ha dues obertures més, bessones a les de la façana principal, que també tenen la seva pròpia balconada.
A la part superior hi ha les golfes, adaptades a la forma de la coberta. A la façana principal s'obre una finestra, tapiada, a la part central. En canvi, a la façana lateral hi ha un segon finestral, desdoblat en dos i remarcat amb pedra. D'aquest edifici s'ha de destacar la coberta, la qual és a dos vessants, amb teula àrab i sobresortint respecte el mur de la façana.